# Khadal
Khadal (o Kharal) fou un petit estat tributari protegit a l'agència de Mahi Kantha, presidència de Bombai. Encara que petit era considerat dins dels estats de certa importància de l'agència. Estava situat a 23° 20′ N, 72° 10′ E / 23.333°N,72.167°E. La superfície era de 21 km² i la població el 1881 era de 2.841 habitants i el 1931 de 2.505 habitants. Estava format per 12 pobles. Pagava tribut al Gaikwar de Baroda (175 lliures) i al govern britànic (76 lliures) sent els ingressos estimats de 1.650 lliures.
El sobirà era un miah (cap) del clan Makwana dels kolis i deia ser descendent dels jhala rajputs d'Halvad a Kathiawar; haurien estat convertits a l'islam per Mahmud Begra (1459-1513); la successió era per primogenitura i el 1881 el miah Sirdar Singh encara no gaudia de sanad d'adopció.
La capital era Khadal. El darrer sobirà fou Fatehsinhji Rajumia, que va pujar al tron com a menor el 1912 i fou declarat major el 1922.